# Bega
Bega (srbsky Бегеј, Begej, rumunsky Bega, maďarsky Béga) je řeka v západním Rumunsku a v srbské Vojvodině, levostranný přítok řeky Tisy. Je dlouhá 244 km, z toho 169 km v Rumunsku a 75 km v Srbsku. Protéká přes města Temešvár a Zrenjanin. Patří do úmoří Černého moře. Povodí řeky je 4 458 km², z toho 2 362 km² v Rumunsku a 2 096 km² v Srbsku.
Řeka získává vodu ze dvou zdrojnic pramenících v pohoří Poiana Ruscă – 28 km dlouhé Begy Luncanilor a 35 km dlouhé Begy Poienilor. Teče směrem na jihozápad. Největším přítokem je Bega Veche (Stará Bega), dlouhá 107 km; dále de do Begy vlévají řeky Chizdia a Gladna (obě 34 km dlouhé), ostatní přítoky nejsou delší než 30 km. U vesnice Knićanin naproti městu Titel se Bega vlévá do Tisy. Poté řeka Tisa pokračuje již pouze asi 10 km, než se vlévá do Dunaje.